# Tatinghem
Tatinghem foi uma comuna francesa na região administrativa de Altos da França, no departamento de Pas-de-Calais. Estendia-se por uma área de 5,6 km², com 1 722 habitantes, segundo os censos de 1999, com uma densidade de 307 hab/km².
Em 1 de janeiro de 2016, passou a formar parte da nova comuna de Saint-Martin-lez-Tatinghem.